# Тревиньо, Бланка
Бланка Авелина Тревиньо де Вега (Монтеррей, Нуэво-Леон, Мексика) — президент и исполнительный директор Softtek, мексиканской компании в области информационных и коммуникационных технологий, крупнейшего независимого поставщика услуг в Латинской Америке.

## Образование
Тревиньо получила степень бакалавра в 1981 году в области администрирования компьютерных систем в Монтеррейском технологическом институте. Сначала она пожалела, что выбрала эту специальность, так как все её одноклассники были мужчинами, и она была смущена. Однако ее отец уже начал гордиться тем, что его дочь изучает в то время новую область, и сказал ей, что не может принять дочь, которая боится. Поэтому она продолжала там учиться.

## Карьера
Работа на полставки в Alfa, одной из крупнейших компаний Монтеррея, доказала ей, что нужно мыслить шире. Когда компания сократила штат и уволила ее, возникла идея создать собственную компанию. В 1982 году она стала соучредителем Softtek благодаря 10 000 долларам и девяти партнерам, которые мечтали о глобальном предприятии. С тех пор компания насчитывает более 12 000 сотрудников и 30 офисов в Латинской Америке, Европе и Азии. Кроме того, у Softtek есть основные центры в Монтеррее, Энсенаде, Агуаскальентесе и Мехико в Мексике, а также в Сан-Паулу (Бразилия), Ла-Корунье (Испания), Уси (Китай), Ла-Плате (Аргентина), Боготе (Колумбия), Далласе (Техас) и Бангалоре (Индия). Офис компании в Соединённых Штатах появился благодаря предложению Тревиньо под названием «Ближний берег» для предоставления аутсорсинга при использовании преимущества географической близости Мексики.
С 2000 года она является генеральным директором компании и президентом исполнительного органа. Ранее она занимала должности «лидера команды», вице-президента по продажам и маркетингу, а также генерального директора по операциям в Соединённых Штатах.
В настоящее время Softtek насчитывает более тысячи компьютерных специалистов, которые предоставляют услуги в Соединённых Штатах.
Тревиньо является вице-президентом Мексиканского делового совета и членом правления Walmart Mexico, Grupo Lala и Мексиканской фондовой биржи, а также Университета Монтеррея и Технического университета Миленио (ITESM) и Конфедерации Мексиканской Республики (COPARMEX)..

## Общественное признание
В 2009 году журнал CNN Expansión назвал её одной из 50 самых влиятельных женщин Мексики, Тревиньо заняла четвёртое место. В 2011 году организация по развитию новых предпринимателей Endeavor также отметила её карьеру в этой области.
Тревиньо стала первой женщиной, которая была включена в «Зал славы аутсорсинга» Международной ассоциации аутсорсинга (IAOP).
В 2014 году она была первой женщиной, которая была включена в Мексиканский бизнес-совет, что заставило их изменить свое название с Мексиканского совета мужчин на бизнес-совет. В 2018 году Educando (бывший Всемирный фонд) наградил Бланку «Премией за лидерство в области образования» за её вклад и влияние в улучшении образования в Мексике. Тревиньо была принята в Зал славы женщин в области технологий.